# Химик (футбольный клуб, Москва)
«Химик» — советский футбольный клуб из Москвы. Создан не позднее 1950 года. Последнее упоминание в 1954 году.

## Достижения
- В первенстве СССР — 3-е место в зональном турнире класса «Б» (1954)
- В кубке СССР — поражение в 1/4 финала (1954)

## Результаты выступлений
| Чемпионат СССР | Чемпионат СССР     | Чемпионат СССР                        | Чемпионат СССР | Чемпионат СССР | Чемпионат СССР | Чемпионат СССР | Чемпионат СССР | Чемпионат СССР | Чемпионат СССР | Кубок СССР | Примечания       |
| Сезон          | Лига/дивизион      | Лига/дивизион                         | Место          | И              | В              | Н              | П              | Мячи           | О              | Кубок СССР | Примечания       |
| -------------- | ------------------ | ------------------------------------- | -------------- | -------------- | -------------- | -------------- | -------------- | -------------- | -------------- | ---------- | ---------------- |
| 1953           | Класс «Б»          | предварительный этап, I зона          | 25 из 27       | 9              | 4              | 1              | 4              | 17-13          | 9              | 1/64       | 9-е место из 10* |
| 1953           | Класс «Б»          | финальный этап, турнир за 25—27 места | 25 из 27       | 2              | 1              | 1              | 0              | 8-1            | 3              | 1/64       | 1-е место из 3   |
| 1954           | Класс «Б», II зона | Класс «Б», II зона                    | 3 из 12        | 22             | 12             | 5              | 5              | 36-21          | 29             | 1/4        |                  |

* Примечание. Команда была включена в чемпионат со второго круга вместо расформированной команды ВМС (Москва).